# Hilsa (ort i Indien)
Hilsa är en ort i Indien.   Den ligger i distriktet Nālanda och delstaten Bihar, i den nordöstra delen av landet, 900 km öster om huvudstaden New Delhi. Hilsa ligger 60 meter över havet och antalet invånare är 41 110.
Terrängen runt Hilsa är mycket platt. Runt Hilsa är det mycket tätbefolkat, med 1 135 invånare per kvadratkilometer. Det finns inga andra samhällen i närheten. Trakten runt Hilsa består till största delen av jordbruksmark.